# Эрленбах-им-Зимменталь
Эрленбах-им-Зимменталь (нем. Erlenbach im Simmental, алем. нем. Eerlebach) — коммуна в Швейцарии, в кантоне Берн.
Входит в состав округа Нидерзимменталь. Население составляет 1727 человек (на 31 декабря 2006 года). Официальный код — 0763.

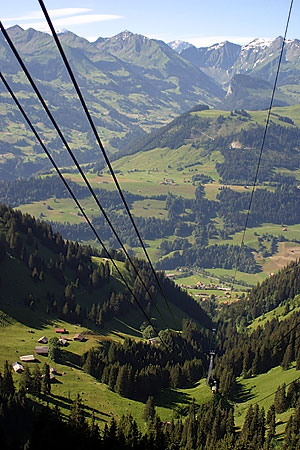
Эрленбах-им-Зимменталь